# Союз за демократию и республику (Нигер)
Союз за демократию и республику (фр. Union pour la Démocratie et la République) — политическая партия в Нигере, основанная в 1999 году бывшим премьер-министром Амаду Сиссе и Амаду Мадугу.

## История
Союз за демократию и республику был создан в сентябре 1999 года под руководством Амаду Бубакара Сиссе после отделения от Объединения за демократию и прогресс, в котором Сиссе был заместителем председателя партии.
На парламентских выборах 2004 года партия смогла попасть в Национальное собрание в составе избирательного альянса Координация демократических сил, возглавляемого Партией за демократию и социализм Нигера. Союз за демократию и республику бойкотировал парламентские выборы 2009 года как и более крупные оппозиционные партии в знак протеста против президента Мамаду Танджи. Партия была одним из яростных противников Танджи, свергнутого в результате военного переворота 2010 года. Амаду Бубакар Сиссе баллотировался на президентских выборах 2011 года, где получил 1,6 % голосов. На парламентских выборах 2011 года партия получила 6 из 113 мест в Национальном собрании. В том же году партия сформировала альянс с 32 другими политическими партиями и группами, которые согласовали общие принципы и согласились поддержать правительство новоизбранного президента Махамаду Иссуфу в его программе. На парламентских выборах 2016 года партия получила 2 из 171 места в Национальном собрании. На президентских выборах 2016 года Амаду Бубакар Сиссе был девятым из пятнадцати кандидатов.
На парламентских выборов 2020 года партия не получила ни одного места Национального собрания, а Амаду Бубакар Сиссе занял лишь 27-е место из 30 кандидатов на президентских выборах 2020 года с 0,35 % голосов.